# Lista de personagens de Nikita
Nikita é uma série de televisão norte-americana do canal CW. Tem como base o filme Nikita (1990), o remake A Assassina (1993), e a série La Femme Nikita (1997). Nikita estreou no dia 9 de Setembro de 2010, nos Estados Unidos.  No Brasil é transmitida pelo Warner Channel e em Portugal pela RTP1 e pela Fox.
Maggie Q interpreta a protagonista Nikita, uma espia e assassina que se revoltou e vive agora na procura de vingança, tentando destruir a Divisão, a agência secreta do governo que a havia recrutado. Enquanto isso, a Divisão treina jovens para os tornar assassinos.
A segunda temporada foi já anunciada pelo The CW, iniciando nos Estados Unidos a 23 de Setembro de 2011.

## Personagens principais
Nikita

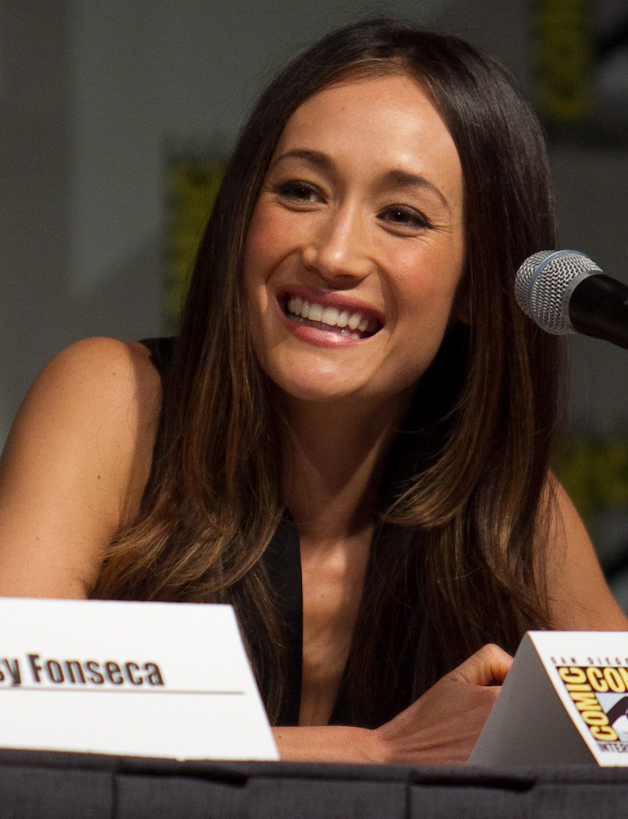
Maggie Q

Nikita (Maggie Q) é uma espia e assassina que se revoltou. Foi uma jovem de rua problemática, que se envolveu com uma organização do governo mais perigosa que a Divisão, chamada Death Row. A Divisão fingiu a sua execução e a recrutou, fazendo-a acreditar que ela teria uma segunda chance de servir o seu país.Depois de ser traída pela Divisão, Nikita foge e esconde-se, ressurgindo como uma agente determinada a acabar com a organização e a libertar os outros recrutas.
Enquanto agente, apaixonou-se por um civil, Daniel Munroe, do qual ficou noiva. Quando a Divisão descobriu, mandou executá-lo.
Alexandra ``Alex`` Udinove

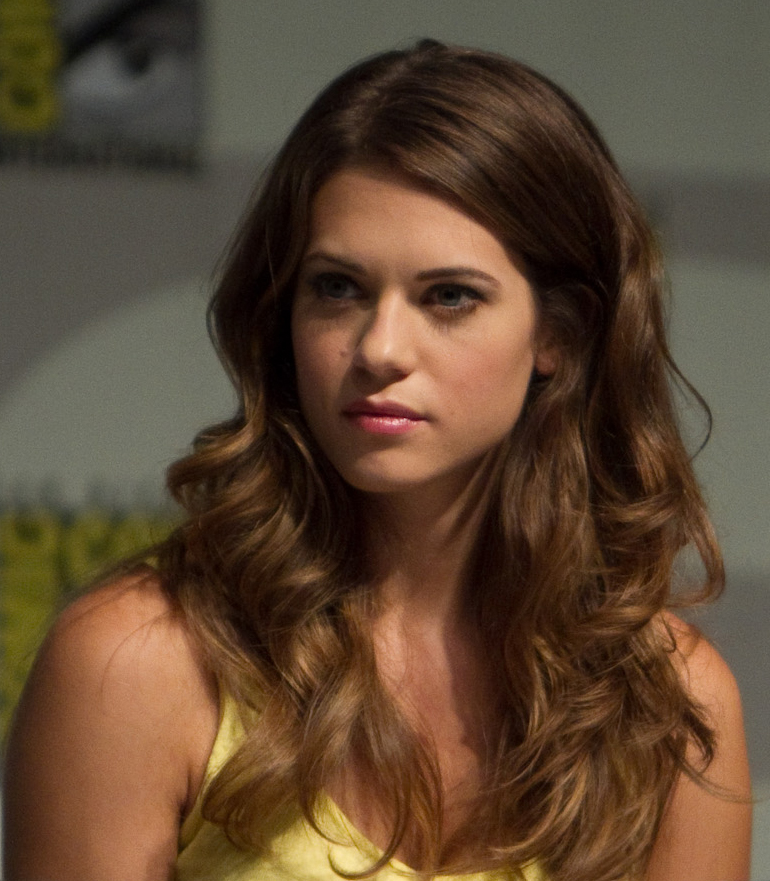
Lyndsy Fonseca

Alex (Lyndsy Fonseca) é a recruta mais nova da Divisão. Era uma criança de rua que foi presa por roubo. Tem um stress pós-traumático por ter sido raptada por russos e vendida como escrava sexual quando era adolescente. Alex é a ajudante secreta de Nikita dentro da Divisão, e tem o mesmo objectivo da espia, vingança.
No episódio 15, denominado Alexandra, é revelado que Alex é filha e herdeira de um magnata oligarca russo.
Michael

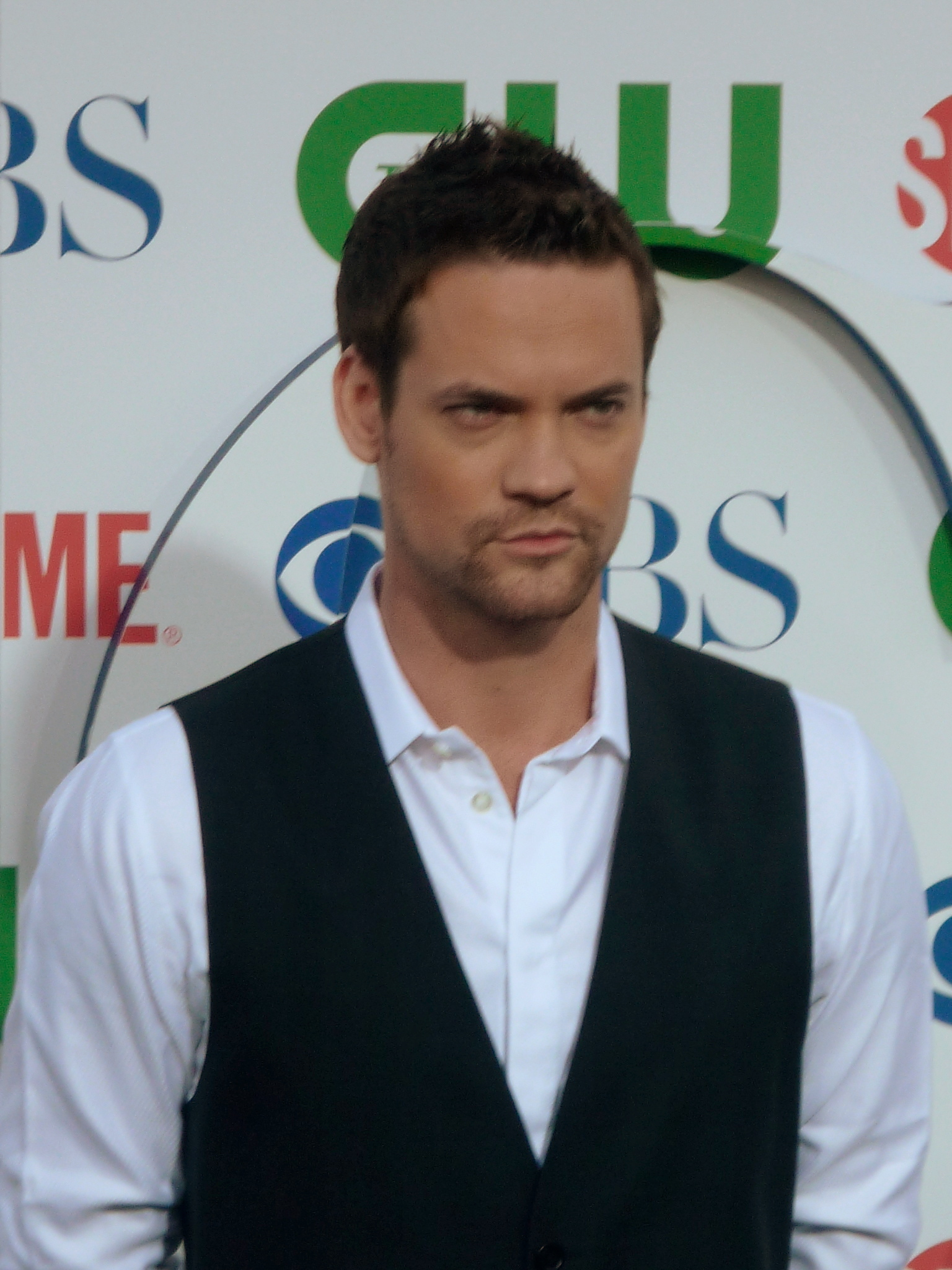
Shane West

Michael (Shane West) é um agente da Divisão que treinou Nikita. Michael foi recrutado pela Divisão depois da sua esposa e filha terem sido mortas. Percy prometeu ajudá-lo na vingança. Michael  começou a fazer coisas que ele acreditava que eram certas, mas chega a um ponto que não tem tanta certeza se deve continuar." Michael vê a Divisão e os recrutas como sua "família".
Birkhoff

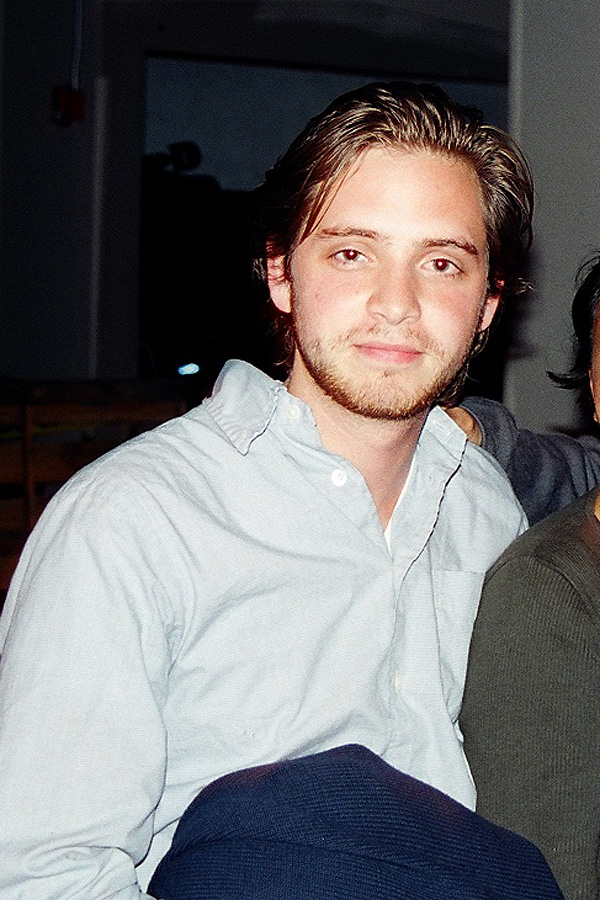
Aaron Stanford

Birkhoff (Aaron Stanford) é um hacker recrutado juntamente com Nikita. Quando ainda era recruta, foi apanhado a piratear o sistema do Pentágono.
Jaden

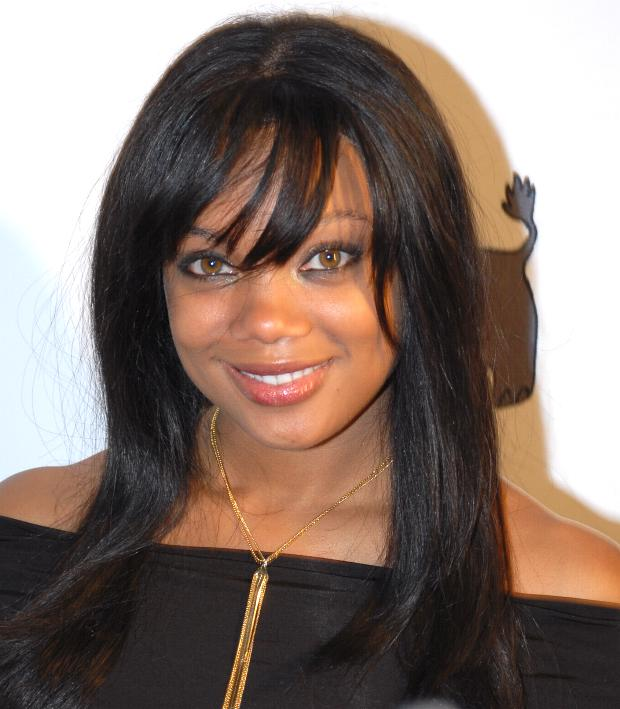
Tiffany Hines

Jaden (Tiffany Hines) foi recrutada dois meses antes de Alex, é uma das poucas recrutas que gosta da sua nova vida e gosta muito pouco da Alex. Jaden é morta pelo vizinho de Alex, Nathan Colville, depois duma luta com Alex no apartamento desta.
Thom
Thom (Ashton Holmes) é outro assassino que foi recrutado dois anos após a fuga de Nikita e um ano antes de Alex. Ele simpatiza com Alex e chega a beijá-la. No meio da primeira temporada da série, torna-se um agente de campo, mas é morto por Alex, que faz com que acreditem que Thom era o ajudante de Nikita.
Amanda
Amanda (Melinda Clarke) é uma psicóloga e manipuladora da Divisão.
Percival  ``Percy´´ Rose
Percy (Xander Berkeley) é o chefe da Divisão, que tenta de tudo para destruir Nikita e proteger o seu império.

## Personagens secundárias
Owen Elliot
Owen Elliot (Devon Sawa) é um antigo eliminador da Divisão e protector das "caixas negras". Procura agora vingança juntamente com Nikita.
Ryan Fletcher
Ryan Fletcher (Noah Bean) é um agente da CIA salvo por Nikita. Desde aí, ajuda-a na tentativa de derrubar a Divisão.
Nathan Colville
Nathan Colville (Thad Luckinbill) é o vizinho de Alex, quando esta se torna agente de exterior e se muda para um apartamento. Alex apaixona-se por ele, começando a temer pela sua segurança.